# District franc fédéral
Un district franc fédéral est une zone de protection de la nature en Suisse.

## Histoire
Des districts francs fédéraux ont été créés à la fin du XIXe siècle et au début du XXe siècle, pour protéger les populations d'ongulés sauvages. À cette époque, le cerf élaphe et le bouquetin avaient totalement disparu des Alpes suisses. D'autres populations comme le chevreuil et le chamois se sont maintenues. La réglementation de la chasse et la délimitation de districts francs fédéraux ont permis aux populations d'ongulés sauvages de se régénérer.

## But

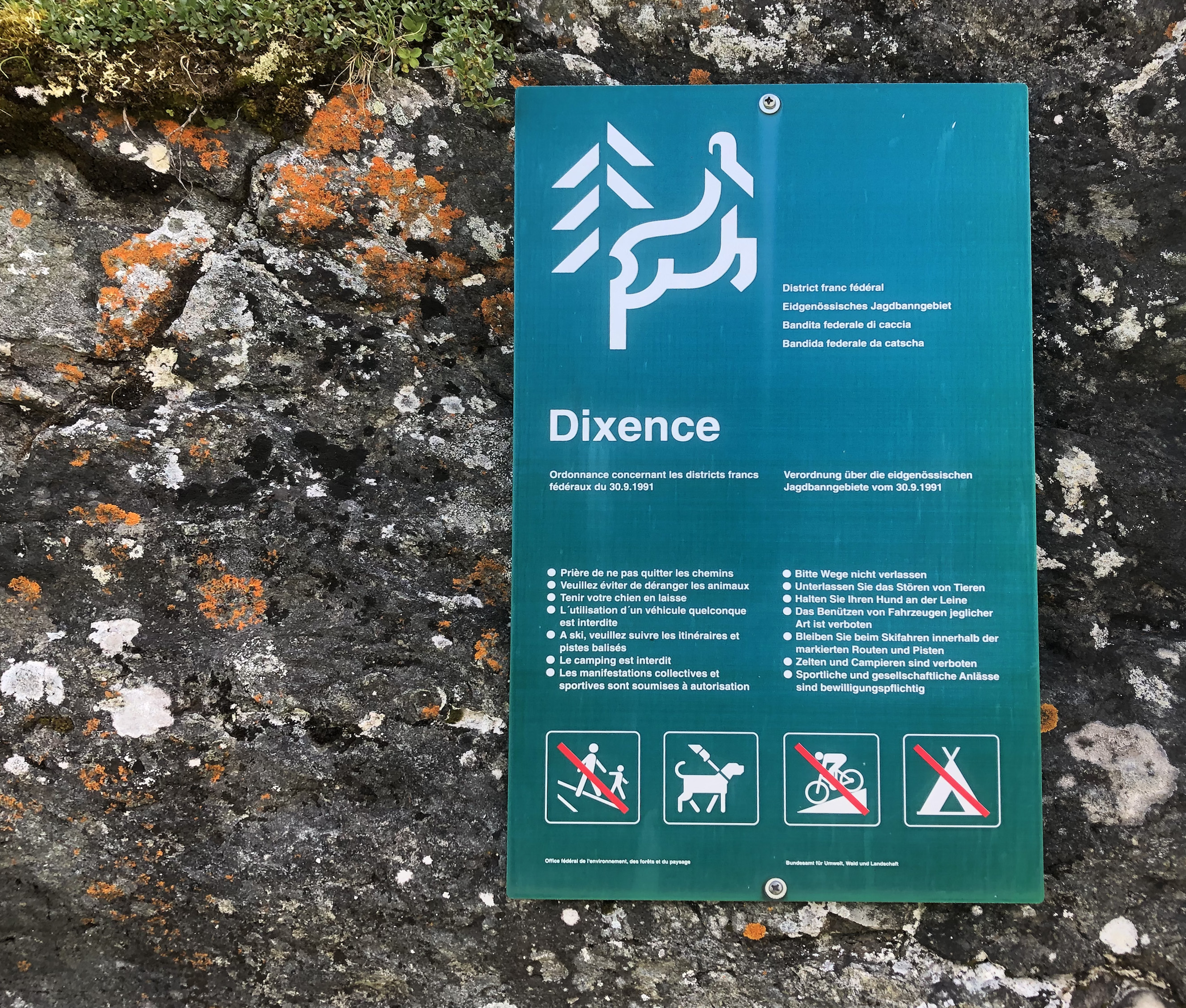
Signe du district franc fédéral au val des Dix.

Un district franc fédéral a pour but « la protection et la conservation des mammifères et oiseaux sauvages rares et menacés ainsi que la protection et la conservation de leurs biotopes. ».

## Protection de la biodiversité
Les districts francs fédéraux ont rempli leur objectif de départ qui était l'augmentation des populations d'ongulés. Cependant plusieurs raisons militent en faveur de la conservation de ces derniers :
- Protection des espèces et des habitats : certaines espèces profitent de la protection des districts francs, telles le grand tétras, le tétras lyre et le lagopède alpin.
- Formation et recherche : les districts francs sont des territoires idéaux pour observer l'évolution naturelle des populations d'ongulés sauvages.
- Chasse : dans de nombreuses régions, les excédents d'effectifs dus à la protection du gibier profite à la chasse.

## Nombre et taille
Les districts francs fédéraux sont au nombre de 43 et couvrent une superficie totale de plus de 1 500 km2 (150 895 ha).

### Liste
| Numéro | District franc fédéral                         | Canton                                                       |
| ------ | ---------------------------------------------- | ------------------------------------------------------------ |
| 1      | Augstmatthorn                                  | Berne                                                        |
| 2      | Combe-Grède                                    | Berne                                                        |
| 3      | Kiental                                        | Berne                                                        |
| 4      | Schwarzhorn                                    | Berne                                                        |
| 5      | Tannhorn                                       | Lucerne                                                      |
| 6      | Urirotstock                                    | Uri                                                          |
| 7      | Fellital                                       | Uri                                                          |
| 8      | Mythen                                         | Schwytz                                                      |
| 9      | Silbern-Jägern-Bödmerenwald                    | Schwytz                                                      |
| 10     | Hahnen                                         | Obwald                                                       |
| 11     | Hutstock                                       | Obwald et Nidwald                                            |
| 12     | Kärpf                                          | Glaris                                                       |
| 13     | Schilt                                         | Glaris                                                       |
| 14     | Rauti-Tros                                     | Glaris                                                       |
| 15     | Graue Hörner                                   | Saint-Gall                                                   |
| 16     | Säntis                                         | Appenzell Rhodes-Intérieures et Appenzell Rhodes-Extérieures |
| 17     | Bernina-Albris                                 | Grisons                                                      |
| 18     | Beverin                                        | Grisons                                                      |
| 19     | Campasc                                        | Grisons                                                      |
| 20     | Piz Ela                                        | Grisons                                                      |
| 21     | Trescolmen                                     | Grisons                                                      |
| 22     | Pez Vial/Greina                                | Grisons                                                      |
| 23     | Campo Tencia                                   | Tessin                                                       |
| 24     | Greina                                         | Tessin                                                       |
| 25     | Dent de Lys                                    | Fribourg                                                     |
| 26     | District franc fédéral de Hochmatt–Motélon     | Fribourg                                                     |
| 27     | Creux-du-Van                                   | Neuchâtel                                                    |
| 28     | District franc fédéral du Grand Muveran        | Vaud                                                         |
| 29     | District franc fédéral Les Bimis-Ciernes Picat | Vaud                                                         |
| 30     | District franc fédéral Le Noirmont             | Vaud                                                         |
| 31     | Pierreuse-Gummfluh                             | Vaud                                                         |
| 32     | Aletschwald                                    | Valais                                                       |
| 33     | Alpjuhorn                                      | Valais                                                       |
| 34     | Wilerhorn                                      | Valais                                                       |
| 35     | Bietschhorn                                    | Valais                                                       |
| 36     | Mauvoisin                                      | Valais                                                       |
| 37     | Val Ferret/Combe de l’A                        | Valais                                                       |
| 38     | Haut de Cry/Derborence                         | Valais                                                       |
| 39     | Leukerbad                                      | Valais                                                       |
| 40     | Turtmanntal                                    | Valais                                                       |
| 41     | Dixence                                        | Valais                                                       |
| 42     | Bannalp-Walenstöcke                            | Nidwald et Obwald                                            |
| 43     | Chrauchtal                                     | Glaris                                                       |

## Protection des espèces
Dans les districts francs fédéraux :
- la chasse est interdite, et les animaux abattus ne peuvent l'être que dans un objectif de régulation[5] ;
- les animaux ne doivent pas être dérangés, traqués, ni attirés hors du district franc ;
- l'affouragement des animaux sauvages et l'installation de saunières sont interdits ;
- les chiens doivent être tenus en laisse; font exception les chiens utilitaires dans l'agriculture ;
- il est interdit de porter, de conserver ou d'utiliser des armes et des pièges, sauf exceptions ;
- il est interdit de camper librement. L'utilisation de places de camping officielles est réservée. Les cantons peuvent accorder des dérogations ;
- le décollage et l'atterrissage d'aéronefs civils avec occupants sont interdits sauf dans le cadre de l'exploitation des aérodromes déjà existants ;
- la circulation d'aéronefs civils sans occupants (drone) est interdite ;
- le ski pratiqué en dehors de pistes et d'itinéraires balisés est interdit ;
- il est interdit de circuler sur des routes d'alpage et des routes forestières et d'utiliser des véhicules en dehors des routes, des chemins forestiers et de ceux de campagne, excepté à des fins agricoles et sylvicoles ainsi que pour la surveillance de la faune. Les cantons peuvent prévoir des exceptions ;
- les exercices militaires avec de la munition pour tir réel ou à blanc sont interdits. L'utilisation de places de tir et d'installations militaires particulières, selon des dispositions contractuelles, est réservée.